# Hokej na lodzie na Zimowym Olimpijskim Festiwalu Młodzieży Europy 2022
Hokej na lodzie na Zimowym Olimpijskim Festiwalu Młodzieży Europy 2022 – jedna z dyscyplin rozgrywanych podczas festiwalu w dniach 13 – 17 grudnia 2021 (turniej chłopców), oraz 21 – 25 marca 2022 (turniej dziewcząt) w Kajaani. Areną zmagań była Kajaanin jäähalli.

## Zestawienie medalistów
| Konkurencja      | Złoto     | Srebro   | Brąz      |
| Turniej kobiet   | Czechy    | Szwecja  | Finlandia |
| Turniej mężczyzn | Finlandia | Białoruś | Rosja     |

## Turniej kobiet
W turnieju wystąpiło sześć drużyn, które przydzielono do dwóch trzyzespołowych grup:
| Grupa A - Czechy - Szwajcaria - Węgry |  | Grupa B - Finlandia - Słowacja - Szwecja |

## Turniej mężczyzn
W turnieju wystąpiło pięć zespołów, które rozegrały mecze systemem każdy z każdym:
- Białoruś
- Czechy
- Finlandia
- Łotwa
- Rosja